# Conotrachelus albatus
Conotrachelus albatus – gatunek chrząszcza z rodziny ryjkowcowatych.

## Zasięg występowania
Ameryka Południowa, notowany w Brazylii.

## Budowa ciała
Przednie krawędzie pokryw z ostrymi zakończeniami, przedplecze zwężone z przodu.